# Svenska mästerskapen i dressyr 2003
Svenska mästerskapen i dressyr 2003 avgjordes i Falsterbo. Tävlingen var den 53:e upplagan av Svenska mästerskapen i dressyr.

## Resultat
| Placering | Ryttare           | Häst            |
| --------- | ----------------- | --------------- |
| 1         | Jan Brink         | Björsells Briar |
| 2         | Helena Larson     | Corrado WL      |
| 3         | Louise Nathhorst  | Tristan Ask     |
| 4         | Ulla Håkanson     | Bobby           |
| 5         | Tinne Vilhelmsson | Just Mickey     |
| 6         | Susanne Gielen    | Chasmir         |